# گمینا شیه‌نیتسا
گمینا شیه‌نیتسا (به لهستانی:  Gmina Siennica) یک گمینا در لهستان است که در شهرستان مینسک واقع شده‌است. گمینا شیه‌نیتسا ۱۱۱ کیلومتر مربع مساحت و ۷٬۳۳۲ نفر جمعیت دارد.